# ДВРЗ (остановочный пункт)
ДВРЗ — пассажирская остановочная железнодорожная платформа Киевского железнодорожного узла Юго-Западной железной дороги. Расположена между платформой Ялынка и платформой Дарница-Депо.
Линия электрифицирована в 1957 году.
Платформа расположена вне застройки, между лесным массивом и железнодорожными путями, направленными в сторону Дарницкого вагоноремонтного завода, от которого платформа и получила название.
Также платформа является резервным пунктом отправки в войска призывников расположенного рядом Киевского объединённого сборного пункта Минобороны Украины (имеет отдельный выход к ж/д остановке).